# Ruta Provincial 10 (La Pampa)
La Ruta Provincial 10 es una carretera de Argentina en la provincia de La Pampa. Su recorrido total es de 440 km completamente de asfalto hasta Santa Isabel.

## Recorrido
Tiene como extremo este al límite con la Provincia de Buenos Aires en el meridiano 63° 23' O
Al cruzar las vías del Ferrocarril Sarmiento en inmediaciones a la ciudad de Miguel Cané, transcurre por el acceso a Colonia Barón. Tiene un corte de 5 km al chocar con la Ruta Nacional 35. Vuelve a correr en dirección oeste desde el acceso a la ciudad de Winifreda.
Es la principal vía de acceso a las ciudades de Victorica, Telén y Santa Isabel, hasta su empalme con la Ruta Nacional 143.
Resurge en Algarrobo del Águila hacia el oeste. Conduce a la localidad de La Humada, terminando en el límite con la provincia de Mendoza donde sigue con el nombre de Ruta Provincial 190.

## Historia
Desde 1935 hasta 1979 el tramo entre Santa Isabel y la Ruta Provincial 11 perteneció a la Ruta Nacional 143.

## Imágenes

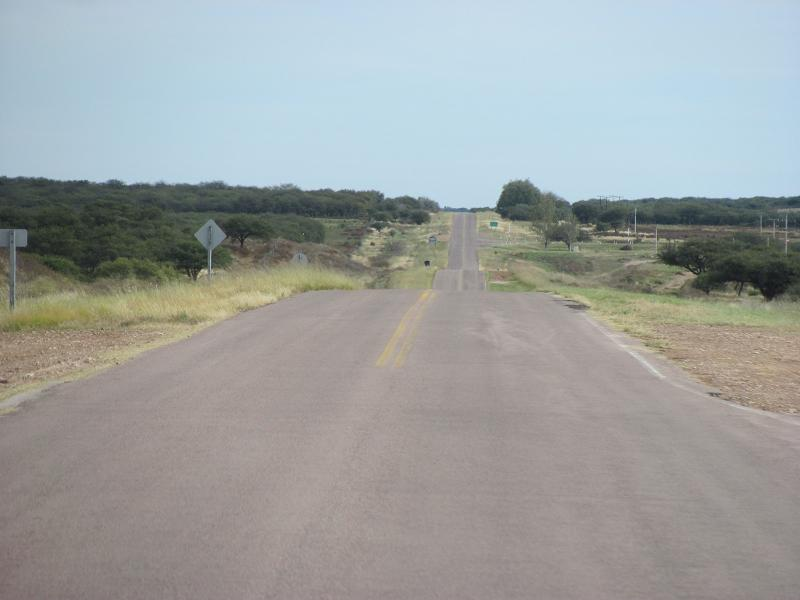
Acceso a Telén
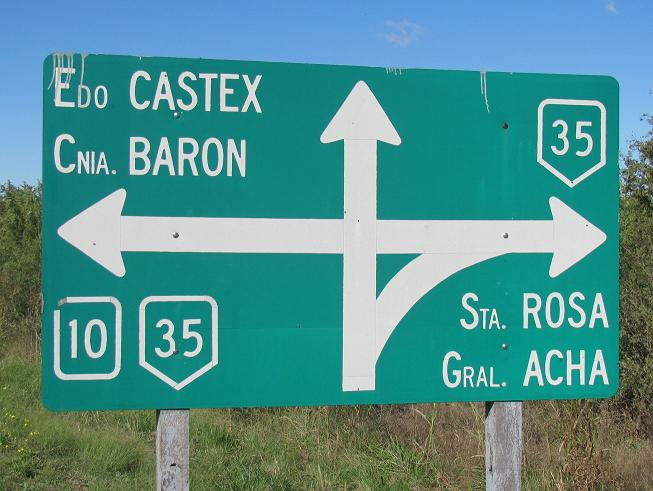
Cruce con la Ruta Nacional 35